# Stine Egede
Stine Egede Nørbæk (*1964, Narsaq) je grónská politička za stranu Inuitské společenství (Inuit Ataqatigiit) a policistka.

## Životopis
Stine Egede se narodila v Narsaqu, ale vyrůstal v Igaliku. V letech 1985 až 1988 pracovala jako kancelářská asistentka. Poté až do roku 2011 pracovala jako policistka. V letech 2011 až 2012 měla na starosti věznici v Qaqortoqu, poté se však vrátila k práci policistky. Je předsedkyní správní rady domova Akilliit pro děti zanedbávané péčí.
V parlamentních volbách v roce 2013 poprvé kandidovala za Inuitské společenství do parlamentu, ale podařilo se jí získat pouze druhé místo jako náhradnici s 88 hlasy. Více štěstí měla v témže roce v komunálních volbách, kde získala pro svou stranu nejvíce hlasů v kraji Kujalleq s 235 hlasy a dostala se tak do zastupitelstva. Tento výsledek se jí podařilo zopakovat i v roce 2017, kdy získala 313 hlasů, což je druhý nejvyšší počet ze všech kandidátů. V parlamentních volbách v roce 2018 získala 99 hlasů, čímž poprvé získala mandát v Inatsisartutu. Ve volbách v roce 2021 získala 133 hlasů a opět se dostala do parlamentu. Současně však také získala zdaleka nejlepší výsledek v komunálních volbách v kraji Kujalleq, a to 410 hlasů, následně byla jmenována starostkou kraje, přičemž si vzala v rámci klouzavého mandátu poslaneckou dovolenou.